# 口才

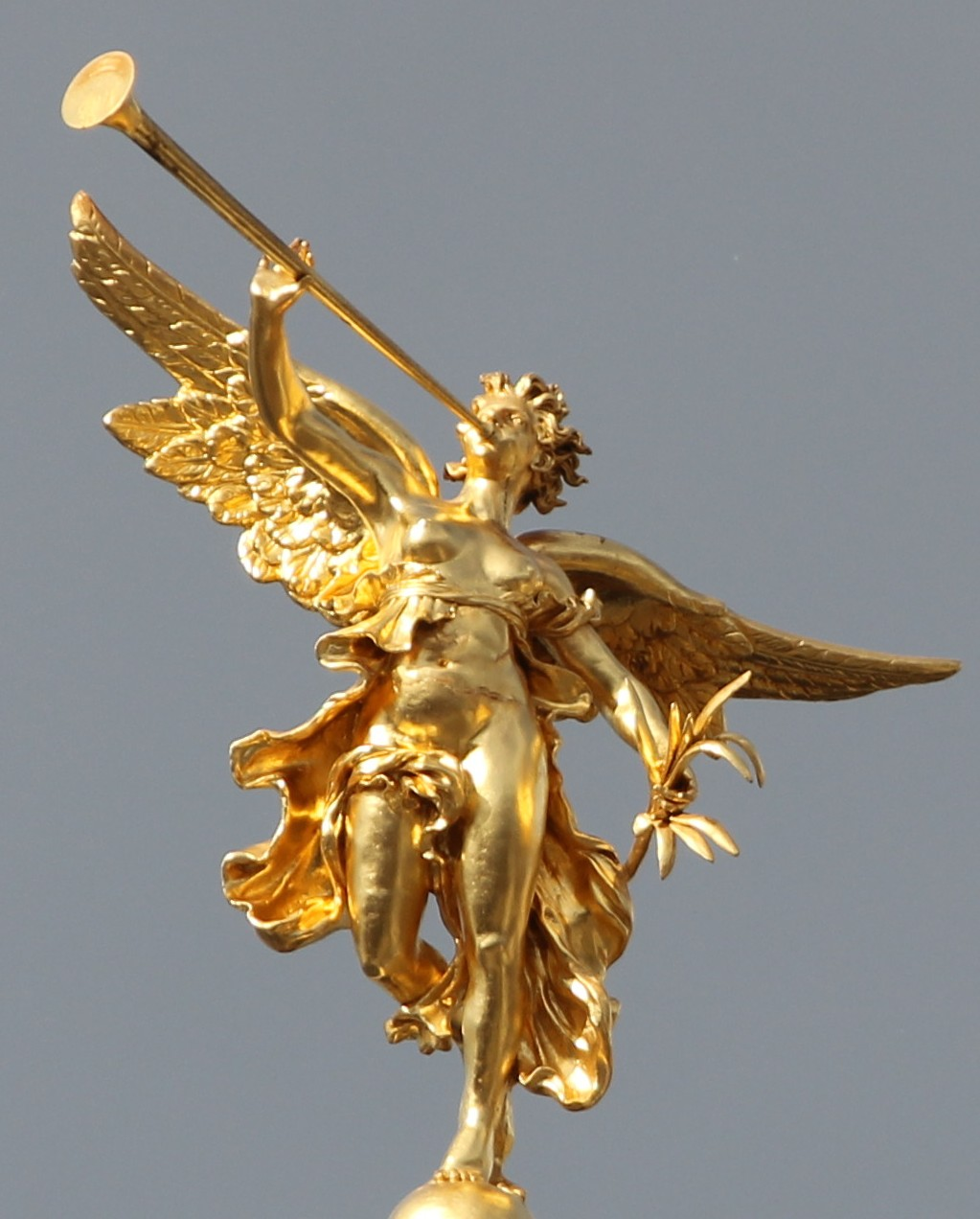
在布列塔尼宫，雷恩的口才的雕像

口才，代表著流畅、优雅或有说服力的演讲。它的主要作用是以适当的语言表达强烈的情感，从而产生说服力，這术语也可用于流利的写作。
口才的概念可以追溯到古希腊人，希腊神赫耳墨斯是口才的守護神。西塞罗被认为是古代最雄辩的演说家之一。神父Louis Bourdaloue被视为法国口才的创始人之一。

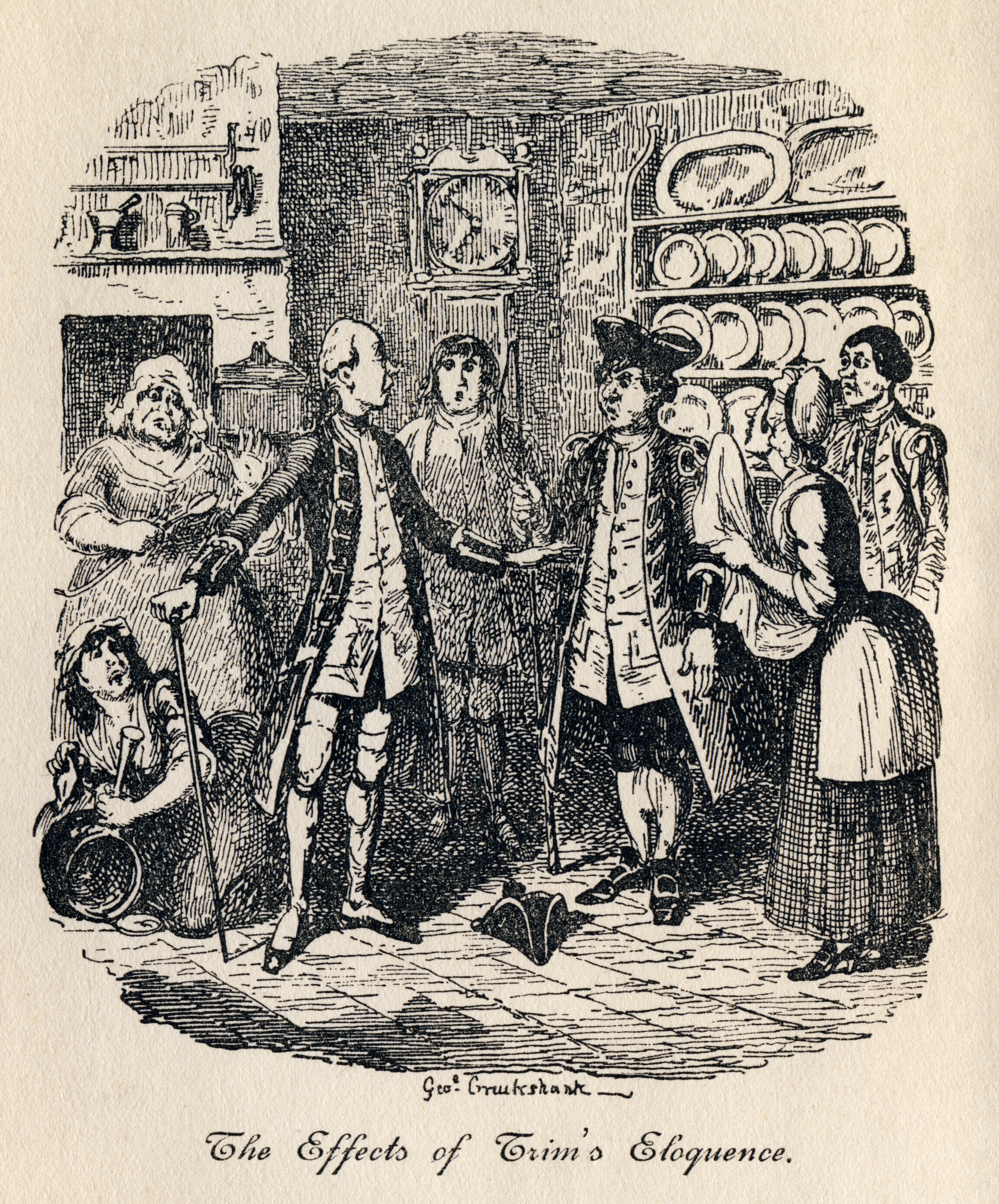
“口才的影响”。

彼得拉克（Fracesco Petrarca）在他的經典和古代研究中把注意力集中在語言和交流上。掌握語言後，目標是達到“口才水平”，能夠優雅地表現、以有力的方式結合思想和理性以說服他人。 Petrarch鼓勵學生從語言的角度模仿古代作家，將清晰正確的說話與道德思想相結合。文艺复兴时期的人文主义者亦注重言语与政治原则之间的相互关系，以此作为表达和说服他人接受特定观念的有力工具。演讲的核心是优美风格的使用、清晰简洁的语法和用法，以及随着时间的流逝，理性和情感观点的插入。
在現代，口語演講被認為是雄辯的演講風格。
口才既是天赋，又是通过语言知识、对特定问题的研究、哲学、基本原理和在演讲中形成有说服力的宗旨的能力而提高的。
奥利弗·戈德史密斯（ Oliver Goldsmith）说：“真正的口才，并不是在于崇高的风格，而是以简单的风格来表达伟大的事物。」

## 雄辩的政客
政客通常是比其他人有更好的口才的人。在古羅馬時，马库斯·安东尼斯對著罗马政客和士兵发表了历史上最难忘的演说之一。威廉·莎士比亚在戏剧《凯撒大帝》中，莎士比亚使用了安东尼奥斯著名的开场白“朋友，罗马人，同胞，请借给我你的耳朵”。
温斯顿·丘吉尔和马丁·路德·金等许多著名政治领导人、又如阿道夫·希特勒和贝尼托·墨索里尼等独裁者，在很大程度上是由于他们的雄辩而声名冒起。在伊朗伊斯蘭革命中，鲁霍拉·霍梅尼的讲话部分是通过其演讲的才华而站上台的。

## 參看
- 演講
- 辯論